# پاتریک اوکانل

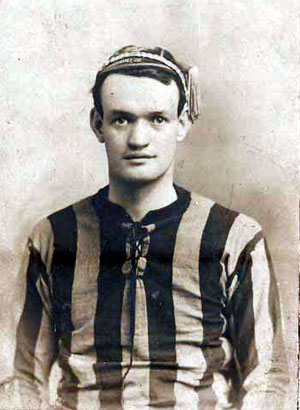
پاتریک اوکانل - ۲۰۱۳

پاتریک اوکانل (انگلیسی: Patrick O'Connell; ۸ مارس ۱۸۸۷ – ۲۷ فوریهٔ ۱۹۵۹) یک بازیکن فوتبال اهل ایرلند بود.
از باشگاه‌هایی که در آن بازی کرده‌است می‌توان به باشگاه فوتبال چسترفیلد، باشگاه فوتبال شفیلد ونزدی، باشگاه فوتبال هال سیتی، باشگاه فوتبال اشینگتون، باشگاه فوتبال منچستر یونایتد، باشگاه فوتبال روچدیل، باشگاه فوتبال لیتون اورینت، و باشگاه فوتبال دومبارتون اشاره کرد.

## شروع زندگی
اوکانل در ۱۶ مارس ۱۸۸۷ در دوبلین به دنیا آمد، او او با باشگاه‌های محلی دوبلین بازی فوتبال را شروع کرد.